# Карбинци
 Тази статия е за селото в България.  За селото в Република Македония вижте Карбинци (община Карбинци).  
Ка̀рбинци е село в Северозападна България. То се намира в община Димово, област Видин.

## География
Село Карбинци се намира на 5 км от Воднянци и Медовница, на 6 км от Дълго поле и Скомля, на 7 км от Бело поле и Дражинци, на 8 км от Роглец и Ружинци, на 12 км от Костичовци.
Махалите в Карбинци са: Голямата махала (в Поп Николаево), Горния край, Долния край, Средния край, Фулинската махала.
През селото минава Медовнишка река (Луда Медовница; Барата), която извира от подножието на Венеца при местността Топилото. Минава през землищата на Медовница, Карбинци, Воднянци и при Дреновец се влива в р. Лом.
Оброците в близост до селото са: Кириметодията, Комкалницата, Мишови млаки, Панковия цер, Ранополията, Света Русаля, Свети Илия, Свети Никола, Свети Петър и Павел, Свети Спас

## История
През 1455 г. село Карбинци представлява тимар (ленно владение с доход до 19999 акчета) на диздаря (комендант на крепост) Яхши. Името, което носи тогава, е Карбинче. През 1620 г. името на селото е Карболофча. В документи от 1632 г. името се среща като Карбокофча.
През 1878 Карбинци (Карабинци) наброява 786 жители През 1924 се споменава Карбинска енория, която се състои от с. Карбинци 125 къщи и с. Мехмедовци 55 къщи
Източници от 1930 г.  посочват, че населението през 1926 г. е 961 жители, домакинствата – 140, а орната земя е 10000 дка. Къщите са едноетажни, направени от дърво, камък и кирпич, покрити с обикновени и марсилски керемиди. Като главен поминък на населението е посочено земеделието и в по-малка степен скотовъдството. В този момент в селото има основно училище и прогимназия, църква, община, медицинска участъкова амбулатория, кредитна кооперация, читалище, младежки „Червен Кръст“ и четири малки бакалници.
Името на селото има патронимичен произход. Карбинци е образувано от отдавна изчезнало лично име Каръба, производно от карам, коря, с прилагателната наставка -ин и субстантивизирано с -ци.
По време на колективизацията в селото е създадено Трудово кооперативно земеделско стопанство „Ленин“ по името на съветския диктатор Владимир Ленин.

## Население
Преброяване на населението през 2011 г.
Численост и дял на етническите групи според преброяването на населението през 2011 г.:
|                     | Численост | Дял (в %) |
| Общо                | 174       | 100,00    |
| Българи             | 112       | 64,36     |
| Турци               | 0         | 0,00      |
| Цигани              | 57        | 32,75     |
| Други               | 0         | 0,00      |
| Не се самоопределят | 0         | 0,00      |
| Неотговорили        | 3         | 1,72      |

## Личности
- Илия Станков (р. 1947), български офицер, генерал-майор